# Stazione di Ceraino
La stazione di Ceraino era una stazione ferroviaria posta sulla linea Bolzano-Verona. Serviva il centro abitato di Ceraino, frazione del comune di Dolcè.

## Storia
La stazione venne chiusa al traffico poco prima del 1999, anno in cui il tracciato ferroviario tra Domegliara e Dolcè fu deviato in una nuova galleria lunga 4.314 m. Tale variante tagliò fuori la stazione di Ceraino dalla linea: il sedime ferroviario fu disarmato e gli accessi alla stazione murati.